# Gheorghe Covaciu
Ne doit pas être confondu avec le handballeur roumain Gheorghe Covaci, Champion du monde en 1961.
Gheorghe Covaciu, né le 8 juillet 1957 à Buzău, est un joueur et entraîneur de handball roumain.

## Palmarès

### En clubs
Compétitions internationales
- Vainqueur de la Coupe de l'IHF (C3) (2) : 1985, 1988

Compétitions nationales
- Vainqueur du Championnat de Roumanie (1) : 1978
- Vainqueur de la Coupe de Roumanie (3) : 1983, 1984, 1989
- Vainqueur du Championnat du Portugal (1) : 1990
- Vainqueur de la Supercoupe du Portugal (1) : 1990

### En sélection
Jeux olympiques
- médaille de bronze aux Jeux olympiques de 1984 à Los Angeles  États-Unis

## Palmarès d'entraîneur
Compétitions internationales
- Finaliste de la Coupe de Challenge féminine (C4) : 2007

Compétitions nationales
- Championnat de Roumanie féminin
  - Vainqueur (1) : 2003
  - Vice-champion (3) : 2010, 2011, 2012